# Davyd Saldadze
Davyd Tengizovyč Saldadze (in ucraino Давид Салдадзе Тенгізович?; 15 febbraio 1978) è un ex lottatore ucraino naturalizzato uzbeko, specializzato nella lotta greco-romana.

## Palmarès

### Olimpiadi
- 1 medaglia[1]:
  - 1 argento (Sydney 2000 nei 97 kg)

### Mondiali
- 1 medaglia[1]:
  - 1 bronzo (Gävle 1998 nei 97 kg)

### Europei
- 2 medaglie[1]:
  - 2 bronzi (Seinäjoki 2002 nei 96 kg; Belgrado 2003 nei 96 kg)

### Giochi asiatici
- 1 medaglia[2]:
  - 1 bronzo (Canton 2010 nei 96 kg)

### Campionati asiatici
- 1 medaglia[2]:
  - 1 bronzo (Jeju 2008 nei 120 kg)